# Kleinpillingsdorf
Kleinpillingsdorf ist eine Ortslage im Ortsteil Blankenhain der Stadt Crimmitschau im sächsischen Landkreis Zwickau. Bis 1974 gehörte der Ort zur Gemeinde Großpillingsdorf, die dann nach Blankenhain eingemeindet wurde.

## Lage
Kleinpillingsdorf liegt im äußersten Westen des Stadtgebiets von Crimmitschau, das eine verhältnismäßig große Ost-West-Ausdehnung aufweist und damit auch am westlichen Ende des Landkreises auf etwa 319 m direkt an der thüringisch-sächsischen Landesgrenze. Direkt nordwestlich von Kleinpillingsdorf liegt Großpillingsdorf. Beide Ortschaften sind mit Straßen zu den Orten Vogelgesang (Landkreis Greiz), Nischwitz (Landkreis Altenburger Land) und Blankenhain verbunden.

## Geschichte
Kleinpillingsdorf gehörte bis 1974 zu Großpillingsdorf und wurde nur selten gesondert aufgeführt. So 1867, als 100 Einwohner verzeichnet wurden und 1895, als 94 Einwohner aufgeführt wurden.
Genau wie der größere Nachbarort gehörte Kleinpillingsdorf zum Amtsgericht Ronneburg im Herzogtum Sachsen-Altenburg und später zu den Kreisen Gera, Werdau, Zwickauer Land und schließlich zum heutigen Landkreis Zwickau.

## Belege
1. ↑  Pillingsdorf, Klein- – HOV | ISGV. Abgerufen am 20. Oktober 2023.